# James Nelson (football)
Pour les articles homonymes, voir Nelson et James Nelson.
James Nelson, couramment appelé Jimmy Nelson, est un footballeur international écossais, né le 7 janvier 1901, à Greenock, Renfrewshire et décédé le 8 octobre 1965 . Évoluant au poste de défenseur, il est particulièrement connu pour ses saisons à Cardiff City et à Newcastle United.
Il compte 4 sélections en équipe d'Écosse, faisant notamment partie des Wembley Wizards.

## Biographie

### Carrière en club
Natif de Greenock, Renfrewshire, sa famille déménage en Irlande du Nord alors qu'il n'est qu'enfant. Ses premiers clubs de football seront les équipes locales de St Paul's et de Glenarm, avant de s'engager pour l'équipe senior des Crusaders.
Il partit pour le Pays de Galles en signant en 1921 pour Cardiff City où il passera neuf saisons. Il fut le premier joueur de Cardiff City à être expulsé lors d'un match de championnat (contre Manchester City en août 1925). Il y remporta la FA Cup en 1927 contre Arsenal en finale.
En juillet 1930, il s'engagea pour Newcastle United lors d'un transfert d'un montant de 7.000£. Il était le capitaine de l'équipe victorieuse de la FA Cup en 1932 contre une fois encore Arsenal en finale.
Il finit sa carrière à Southend United avant de raccrocher les crampons en 1939. Il se reconvertit comme propriétaire d'un pub d'abord à Southend puis à Penarth et enfin à Cardiff. Son fils, Tony, est devenue lui aussi footballeur professionnel, jouant pour Newport County et Bournemouth.

### Carrière internationale
James Nelson reçoit 4 sélections en faveur de l'équipe d'Écosse. Il joue son premier match le 14 février 1925, pour une victoire 3-1, au Tynecastle Stadium d'Édimbourg, contre le Pays de Galles en British Home Championship. Il reçoit sa dernière sélection le 18 mai 1930, pour une victoire 2-0, au Stade olympique Yves-du-Manoir de Colombes, contre la France en match amical. Il n'inscrit aucun but lors de ses 4 sélections.
Il participe avec l'Écosse aux British Home Championship de 1925 et 1928. Il est l'un des membres des Wembley Wizards qui ont battu l'Angleterre 5-1 à Wembley le 31 mars 1928.
Avant d'être sélectionné en équipe d'Écosse, il avait été appelé pour représenter l'Irlande mais il joua finalement pas de match pour cette équipe car il n'était pas éligible pour l'Irlande.

## Palmarès
- Cardiff City :
  - Vainqueur de la FA Cup en 1927
  - Vainqueur du Charity Shield en 1927
  - Vainqueur de la Coupe du Pays de Galles en 1923, 1927, 1928 et 1930
  - Finaliste de la FA Cup en 1925

- Newcastle United :
  - Vainqueur de la FA Cup en 1932